# استان سارابوری

نقشهٔ تایلند و جایگاه استان سارابوری.

استان سارابوری  یکی از استانهای کشور تایلند است. مساحت آن ۳۵۷۶ کیلومترمربع می‌باشد. جمعیت این استان در سال ۲۰۰۰ بالغ بر ۵۷۵۰۰۰ نفر برآورد شده است .
استان سارابوری از نظر تقسیمات کشوری بخشی از ناحیه مرکزی تایلند به حساب می آید. مرکز این استان شهر سارابوری است.